# Gouvernement Vazgen Sargsian
Arménie
Darbinian A. Sargsian
Le gouvernement Vazgen Sargsian est le gouvernement de l'Arménie du 15 juin 1999 au 3 novembre 1999.

## Majorité et historique
Il s'agit du gouvernement formé par Vazgen Sargsian. 
Il est soutenu par le Parti républicain d'Arménie, le Parti communiste arménien et la Fédération révolutionnaire arménienne.
Le 27 octobre 1999, Vazgen Sargsian est assassiné lors de la fusillade au Parlement.

## Composition
- Les nouveaux ministres sont indiqués en gras, ceux ayant changé d'attributions en italique.

| Poste                                            | Titulaire | Titulaire                | Parti |
| ------------------------------------------------ | --------- | ------------------------ | ----- |
| Premier ministre                                 |           | Vazgen Sargsian          | HHK   |
| Ministre de l'Agriculture                        |           | Gagik Chahbazian         | Sans  |
| Ministre des Affaires étrangères                 |           | Vartan Oskanian          | HHK   |
| Ministre de la Culture                           |           | Roland Charoian          | FRA   |
| Ministre du Commerce et de l'Industrie           |           | Hayk Kevorkian           | Sans  |
| Ministre de la Défense                           |           | Vagharchak Haroutiounian | Sans  |
| Ministre du Développement urbain et du Logement  |           | Hrair Hovhanessian       | Sans  |
| Ministre de l'Économie                           |           | Armen Darbinian          | Sans  |
| Ministre de l'Éducation et des Sciences          |           | Edward Ghazarian         | Sans  |
| Ministre des Finances                            |           | Levon Barkhoudarian      | Sans  |
| Ministre de l'Énergie                            |           | Davit Zadoian            | AMN   |
| Ministre du Gouvernement régional                |           | Khosrov Haroutiounian    | Sans  |
| Ministre de l'Agriculture                        |           | Haïk Aroutyounian        | Sans  |
| Ministre de l'Intérieur                          |           | Souren Abrahamian        | HHK   |
| Ministre de la Justice                           |           | Davit Haroutounian       | HHK   |
| Ministre de l'Environnement                      |           | Gevrog Vardanian         | Sans  |
| Ministre des Opérations et de la Logistique      |           | Leonard Petrosian        | Sans  |
| Ministre du Recensement et des Analyses          |           | Stepan Mnatsakanian      | Sans  |
| Ministre de la Sécurité nationale                |           | Serge Sarkissian         | Sans  |
| Ministre de la Privatisation                     |           | Pavel Ghaltakhchian      | Sans  |
| Ministre de la Production et des Infrastructures |           | Vahan Chirkhanian        | Sans  |
| Ministre des Revenus d'État                      |           | Smbat Ayvazian           | HHK   |
| Ministre de la Santé                             |           | Hayk Nikosian            | Sans  |
| Ministre des Postes et des Communications        |           | Rouben Tonoian           | Sans  |
| Ministre des Transports                          |           | Yervand Zakarian         | HHK   |
| Ministre de la Sécurité sociale                  |           | Razmik Martirossian      | Sans  |